# نموذج طومسون للذرة

رسم توضيحي للذرة حسب نظرية بودينج

نموذج طومسون للذرة (أو نظرية البودينج (بالإنجليزية: Plum pudding model)‏) هي النظرية التي تم اقتراحها من قبل جوزيف جون طومسون بعد اكتشاف الإلكترون ولكن قبل اكتشاف البروتون والنيترون.
وحسب هذه النظرية يتم تخيل الذرة كإلكترونات محاطة بحساء من الشحنات الموجبة مثل نواة البرقوق المحاطة بالبرقوق نفسه. وتم بيان خطأ هذه النظرية عن طريق إرنست رذرفورد عن طريق تجربة رقاقة الذهب والتي تم اكتشاف نواة الذرة بواسطتها.

## اقرأ أيضاً
- نموذج بور للذرة